# Michael Palmer
Michael Palmer (Stone Mountain, 18 gennaio 1988) è un ex giocatore di football americano statunitense che ha militato nel ruolo di tight end nella National Football League (NFL). Al college ha giocato a football alla Clemson University.

## Carriera

### Atlanta Falcons
Dopo non essere stato scelto nel Draft NFL 2011, il 24 aprile Palmer firmò in qualità di free agent con gli Atlanta Falcons. Nella sua stagione da rookie disputò 14 partite, una delle quali come titolare, ricevendo 29 yard e segnando un touchdown.
Nella stagione 2011 Palmer giocò tutte le 16 gare della stagione regolare, 2 delle quali come titolare, ricevendo 79 yard e segnando un altro touchdown.

### New York Giants
L'11 maggio 2013 Palmer firmò coi New York Giants. Il 29 maggio fu svincolato.

### Seattle Seahawks
Il 23 luglio 2013 Palmer firmò coi Seattle Seahawks. Il 6 agosto fu svincolato.

### Pittsburgh Steelers
Dopo gli infortuni di tre dei quattro tight end degli Steelers, l'8 agosto 2013 Palmer firmò con Pittsburgh. Con essi nel 2013 disputò tutte le 16 partite, nessuna delle quali come titolare, ricevendo un solo passaggio da 8 yard. 
Palmer disputò due stagioni a Pittsburgh come riserva di Heath Miller. Con essi segnò due touchdown, prima di optare per il ritiro.